# لورا مارغوليس
لورا مارغوليس (بالإنجليزية: Laura Margolis)‏ (مواليد 16 يوليو 1973) ممثلة أميركية. نشأت في مدينة شيكاغو.

## روابط خارجية
- لورا مارغوليس على موقع IMDb (الإنجليزية)
- لورا مارغوليس على موقع قاعدة بيانات الفيلم (الإنجليزية)